# أرليس راين
أرليس راين (بالإنجليزية: Arliss Ryan)‏ (24 يوليو 1950، ديترويت في الولايات المتحدة)؛ كاتِبة وروائية أمريكية. درست في جامعة ميشيغان.